# Цариградски мир (1533)
Цариградски мир потписан је 1533. године између Османског царства и Аустријског надвојводства, током владавина султана Сулејмана Законодавца и Фердинанда Аустријског. Њиме је завршен османско-хабзбуршки рат, који је у више наврата вођен од 1526. до 1533. године.

## Историја
Угарски краљ Лајош II погинуо је 1526. године у Мохачкој бици. Како је био без наследника, у Угарској избијају борбе око престола. Османски султан Сулејман није успео да припоји читаву територију Угарске. Престо је неколико месеци остало упражњено. Појавила су се двојица кандидата: Фердинанд Аустријски и Јован Запоља. Запољу је подржавао већи део угарског племства, али је Фердинанда подржавао старији брат Карло V, светоримски цар и најмоћнији европски владар свога времена. Запољу је подржао и Сулејман који је против Аустрије предводио још две кампање (1529. и 1532. године). Фердинанд је увидео да је немогуће учврстити своју власт у Угарској. У међувремену је на источним границама Османског царства почео деловати сафавидски шах Тахмасп I. Како би своје снаге усмерио ка истоку, Сулејман се морао осигурати на западу. Због тога је пристао на склапање споразума са Аустријом.
Споразум је закључен у турској престоници. Фердинанд се одрекао претензија над Угарском (сем мале територије на западу). Јован Запоља признат је за краља Угарске, под врховном влашћу османског султана. Аустрија је пристала на плаћање годишњег данка од 30.000 гулдена. Фердинанда је султан сматрао немачким краљем, а Карла шпанским краљем. Изједначавао их је са везирима Османског царства. Сулејман, дакле, Карлу није признавао царску титулу коју је везивао за владавину над Цариградом.
Споразум из 1533. године прекршен је 1537. године након чега је уследила битка код Горјана, и 1538. године, после битке код Превезе.

## Галерија
- Фердинанд Аустријски
- Тицијанов портрет Сулејмана Величанственог из 1530.тих година.
- Јован Запоља
- Карло V
- Смрт угарског краља Лајоша у Мохачкој бици.
- Опсада Беча 1529. године